# Canada Science and Technology Museum
Das Canada Science and Technology Museum (CSTM), französisch Musée des sciences et de la technologie du Canada, in Ottawa, Ontario, ist eine der führenden Institutionen Kanadas für die Sammlung, Erhaltung und Präsentation von Objekten zur Geschichte und Entwicklung von Wissenschaft und Technologie in Kanada. Das Museum wird von der Crown Corporation Ingenium betrieben, die auch das Canada Agriculture and Food Museum und das Canada Aviation and Space Museum verwaltet.

## Geschichte
Das Museum wurde am 16. November 1967 in einem umgebauten Lagerhaus eröffnet und trug zunächst den Namen National Museum of Science and Technology. Das Museum wurde aus den Sammlungen des Geological Survey of Canada und später des National Museum of Canada gegründet. Nach einer Umstrukturierung erfolgte im Jahr 2000 die Umbenennung in Canada Science and Technology Museum. Zwischen 2014 und 2017 wurde das Gebäude umfassend renoviert und nach einer Investition von 80,5 Millionen US-Dollar in ein modernes Erscheinungsbild und optimierte Ausstellungsbereiche wiedereröffnet.

## Architektur und Interaktivität
Nach dem Umbau 2017 bietet das Museum auf 7400 Quadratmetern neu gestaltete Ausstellungsflächen. Neben der Dauerausstellung gibt es Räume für internationale Wechselausstellungen und interaktive Bereiche wie „Exploratek“, in denen die Besucher experimentieren können. Wissenschaftliche Vorführungen, museumspädagogische Programme und thematische Veranstaltungen runden das Angebot ab.

## Sammlungen und Ausstellungen
Das Museum besitzt eine der größten Sammlungen wissenschaftlicher und technologischer Artefakte in Kanada mit etwa 20.000 Sammlungsgruppen, 60.000 Objekten und 80.000 Fotografien. Zu den Schwerpunkten gehören Transport, Energie, Kommunikation, Landwirtschaft, Medizin, Raumfahrt und Industrie. Ein besonderer Schatz ist die CN Photo Collection mit 750.000 historischen Fotografien. Ein Publikumsliebling ist die interaktive Ausstellung „Crazy Kitchen“, die optische Täuschungen und Wissenschaft spielerisch erlebbar macht. Das Museum ist bekannt für seine Familienfreundlichkeit und seine barrierefreien Einrichtungen. Es hat sich zu einem wichtigen Bildungs- und Kommunikationsort für Wissenschaft und Technik entwickelt und zieht jährlich zahlreiche Besucher an.